# Муай-тай
Тайландският бокс, наричан за краткост муай-тай (на тайски: มวยไทย – бокс на (народа) таи, IPA: [muɛ̄j tʰɑ̄j]) е бойно изкуство с пълен контакт, произлизащо от Тайланд.

## Правила и изисквания
- Рингът трябва да има следните размери:

късата страна -6.10 m, дългата страна – 7,30 m, като тези са на пространството от вътрешната страна на въжетата.
1. Диаметърът на колчетата е между 10 – 12,70 cm, като височината им трябва да бъде 1.47 m. Желателно е те да бъдат обезопасени.
2. Подът на ринга трябва да бъде изработен от материал, който не е хлъзгав, например от специален вид гума, чиято дебелина е между 2,5 cm. и 3,7 cm.
3. Въжетата са четири на брой и към тях има определени изисквания, а те са: диаметър 3 cm, разстояние м/у пода и първото въже 46 cm, до второто 76 cm, до третото 107 cm и до четвъртото 137 cm. Въжетата се притягат едно към друго и с по-малки въженца, чиито диаметър е 3 – 4 cm.
4. В ъгъла на всеки играч трябва да има кофичка, в която състезателят да може да се изплюе по време на почивките м/у рундовете.

- Зона за почивка и в двата ъгъла

1. Две бутилки за пиене на вода и две бутилки с пулверизатор за пръскане на състезателя. Достъпът до всякакви други бутилки е забранен.
2. Две хавлии
3. Маси и столове за официалните наблюдатели
4. Гонг

- Само ръкавици, одобрени от Световната федерация по муай-тай могат да бъдат използвани.

1. За всяка възрастова група и категория се използват различни ръкавици от гледна точна на теглото им.
2. Преди началото на мача съдията се уверява дали ръкавиците са надеждни и дали някой от състезателите не си е послужил с хитрост.

- Разрешен е бандаж, произведен от сух и надежден материал. Употребата е задължителна, защото има голяма опасност за слабините на състезателя.

- Могат да се носят само шорти, като техният цвят се определя от цвета на ъгъла, в който се намира състезателят. Ако е в синия ъгъл, то шортите му трябва да са сини или черни. Ако състезателят е в червения ъгъл, то шортите му трябва да са червени или розови.

1. Изрично се забраняват дългата коса и брада. Разрешават се мустаци. Това се прaви от гледна точка за комфорта и защитата на боеца.
2. Забранява се също така и носенето на гердани, гривни и др.
3. Боецът може да носи еластични протектори, с цел предпазване от изкълчване и т.н.